# Hyposmocoma metrosiderella
Hyposmocoma metrosiderella là một loài bướm đêm thuộc họ Cosmopterigidae. Nó là loài đặc hữu của Kauai, và được tìm thấy ở độ cao 4,000 feet.
Ấu trùng ăn Metrosideros.